# 오픈디스크
오픈디스크(OpenDisc)는 마이크로소프트 윈도우에 설치해 사용할 수 있는 질 높은 오픈 소스 소프트웨어들을 엄선하여 제공하는 계획이다. 이 계획의 목표는 '마이크로소프트 윈도우에서 쓸 수 있는 독점, 셰어웨어, 프리웨어 소프트웨어들과 동등하거나 보다 더 나은 성능을 발휘하는 자유 소프트웨어들을 제공하여 유료 소프트웨어들을 대체할 수 있게 하는 것'과 '집에서도, 직장에서도, 학교에서도 리눅스를 운영 체제로 쓸 수 있도록 가르치는 것'이다. 이에 따라 오픈디스크에 포함된 프로그램들은 모두 리눅스에서도 사용할 수 있는 프로그램들이다.
오픈디스크는 2007년 9월 전(前) OpenCD 지휘자 크리스 그레이가 만들었는데, 당시 그는 OpenCD가 캐노니컬의 지원 및 개입 아래 진행되면서 자신의 신념이 주위에 부정적인 영향을 주는 것에 대하여 회의감을 느껴 OpenCD 계획을 그만두었다고 한다. OpenCD는 2007년 9월 27일에 중단되었고 이 OpenCD의 자리를 오픈디스크가 대신하게 되었다.

## 구성
2011년 9월 1일 기준으로 최신 버전은 11.09이며 구성은 다음과 같다.
- 디자인 관련: 블렌더, 디아, 김프, 잉크스케이프, 엔뷰, 스크리버스, 턱스 페인트
- 게임: 배틀 포 웨스노드, 에니그마, 네버볼, 소코반 YASC
- 네트워크 관련: 뷰즈, 파일질라, 모질라 파이어폭스, 피진, HTTrack, RSSOwl, 시몽키, 모질라 선더버드, TightVNC, WinSCP
- 멀티미디어 관련: 오다시티, 셀레스티아, 리얼리 슬릭 스크린세이버즈, 스텔라리움, 수마트라 PDF, VLC 미디어 플레이어
- 사업 관련: 그누캐시, 모인모인, 노트패드2, LibreOffice, PDFCreator
- 기타: 7-zip, 아바크트, 클램윈, GTK+, 헬스모니터, 트루크립트, 워크레이브

## 오픈디스크에서 파생된 다른 계획들
오픈디스크에서 파생한 다른 계획들이 몇 가지 있다.
- 오픈에듀케이션디스크 10.10: 11살 이상의 미성년자를 위한 간단한 영어 인터페이스로 교육에 초점을 맞추었으며 GANTT 프로젝트, 그래프칼크 등 오픈디스크에는 없는 몇몇 교육용 프로그램들이 포함되어 있다. 2007년 티치 퍼스트 학교용 소프트웨어 대회 우승작이기도 하다.
- 타국어로의 번역: 2010년 기준으로 진행 중이다.
- VALO-CD

## 같이 보기
- GNUWin 2
- 윈리브레
- 오픈 소스 소프트웨어 CD
- 롤리윈